# Grapen

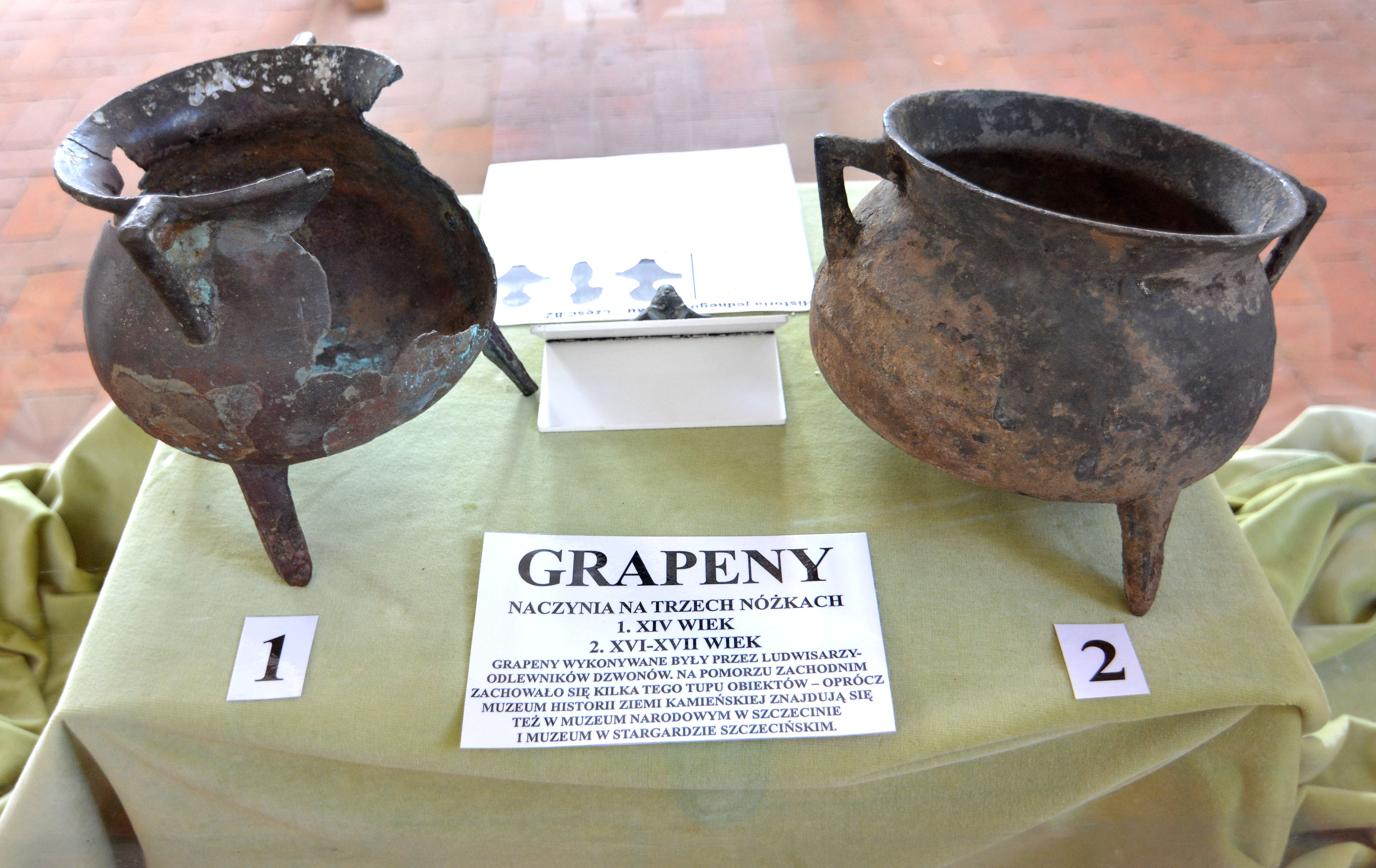
Grapeny (eksponaty Muzeum Historii Ziemi Kamieńskiej)

Herb Wathlingen z widocznym grapenem

Grapen – rodzaj trójnożnego, metalowego naczynia z dwoma uchami, popularny w średniowieczu, a używany aż do XVIII wieku.

## Historia
Grapen posiadał trzy wysokie nóżki, co pozwalało umieszczać go bezpośrednio na ogniu. Można też było go podwiesić nad ogniem (paleniskiem) wykorzystując dwa  ucha. Naczynia te były wykonywane najczęściej z brązu, metodą wosku traconego (metodę tę stosowano powszechnie przy odlewaniu dzwonów kościelnych). Produkcją grapenów zajmowali się wyspecjalizowani ludwisarze, zwani grapengiesser'ami.
Grapeny cieszyły się dużą popularnością, ponieważ były to naczynia o uniwersalnym zastosowaniu (można je było używać jako urządzenia stojące lub wiszące). W przypadku uszkodzenia można je było przetopić i wykonać z niego kolejne naczynie. Często zdarzało się, że w okresie wojen grapeny były rekwirowane i  przetapiane na armaty (podobnie postępowano z dzwonami).
O popularności grapenów świadczy fakt, że ich wizerunki znalazły się w herbach kilku miast (np. Estort, Gehlenbeck, Wathlingen) i rodów szlacheckich.